# Stilbum
Stilbum (лат. , от др.-греч. στίλβων «сверкающий») — род ос-блестянок из подсемейства Chrysidinae (триба Chrysidini). 

## Описание
Тело крупное (до 20 мм), блестящее. Третий тергит брюшка над предвершинным рядом ямок сильно утолщен и образует складку, задний край с 4 зубцами.
Гнездовые паразиты одиночных ос и пчёл.

## Классификация
В Европе 2-3 вида.
- Stilbum calens (Fabricius, 1781) — Греция, Испания, Италия (Сицилия), Франция, Хорватия, Швейцария; Ближний Восток, Северная Африка. [1]
- Stilbum cyanurum (Forster, 1771) — Палеарктика и весь Старый Свет (Афротропика, Австралия, Индо-Малайская область)[2]
- Stilbum pici Du Buysson, 1896 — Ближний Восток, Северная Африка (сообщения из Испании не подтверждены)[3]